# اول آمدند ...

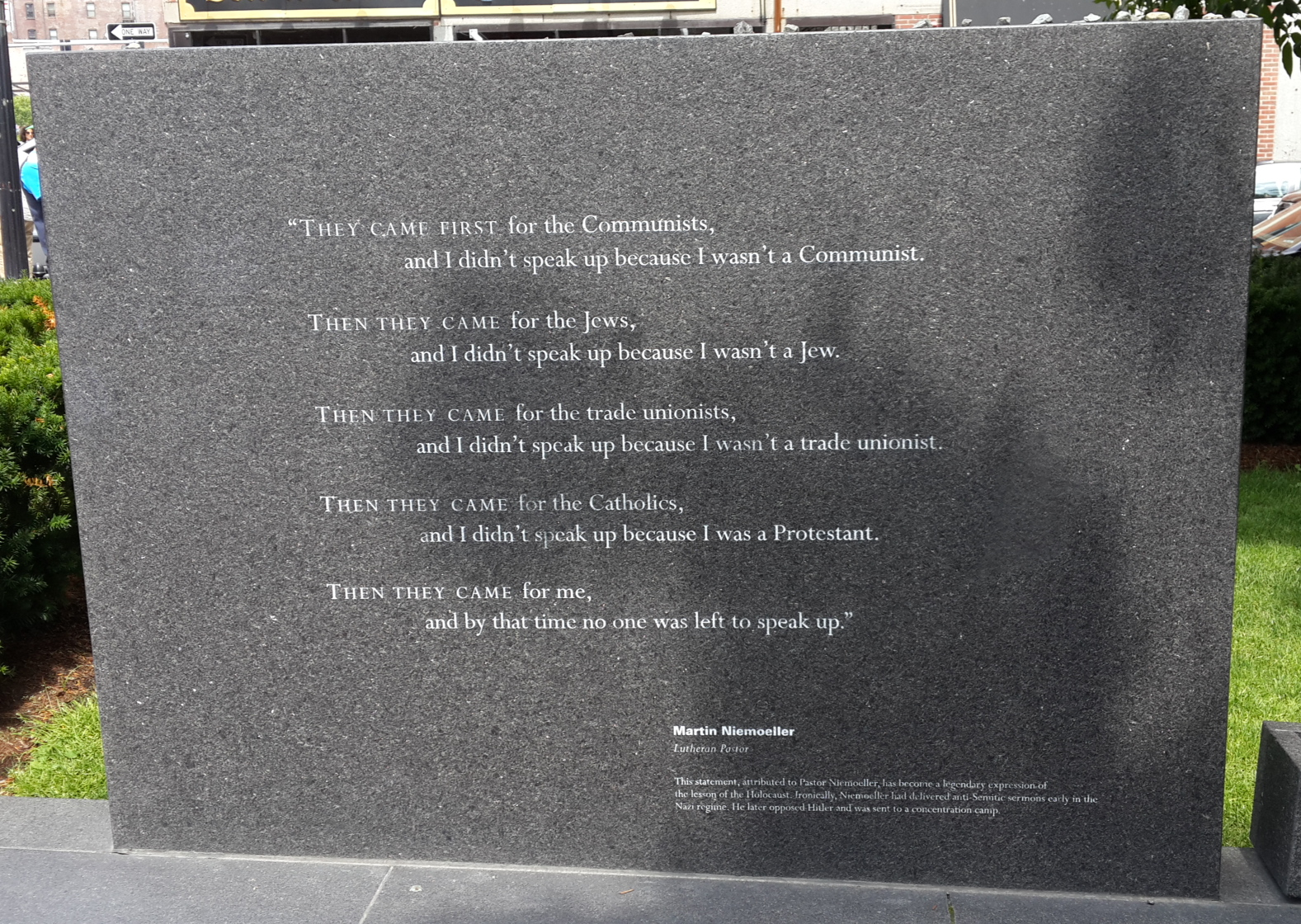
حکاکی اعتراف در قالب شعر در یادبود هولوکاست نیو انگلند در بوستون، ماساچوست

اول آمدند … (انگلیسی: First they came ...) نوعی نثر اعتراف‌گونه پساجنگی نوشته کشیش لوتریان آلمانی، مارتین نیمولر (۱۸۹۲–۱۹۸۴) است. این نثر دربارهٔ بزدلی اینتلیجنتسیا و برخی از روحانیون آلمانی—شامل نیمولر، بنا به اعتراف خود او—به دنبال به قدرت رسیدن نازی‌ها و پاکسازی فزاینده اهداف انتخابی‌شان پس از در دست گرفتن قدرت است. تا کنون نسخه‌ها و اقتباس‌های متعددی از اصل این نثر به زبان انگلیسی منتشر شده‌است. مضامین اصلی این اثر شامل آزار و شکنجه، احساس گناه، توبه و مسئولیت‌پذیری شخصی است.

## متن
مشهورترین نسخه‌های این اعتراف به زبان انگلیسی، نسخه‌های ویرایش‌شده‌ای هستند که در دهه ۱۹۵۰ میلادی و در قالب شعر منتشر شدند. موزه یادبود هولوکاست متن زیر را به عنوان یکی از نسخه‌های متعدد منتشرشده در قالب شعر از این سخنرانی، نقل کرده‌است:
| اول آمدند دنبال سوسیالیست‌ها، و من اعتراض نکردم— چون من یک سوسیالیست نبودم. سپس آمدند دنبال سندیکایی‌ها، و من اعتراض نکردم— چون من یک سندیکایی نبودم. سپس آمدند دنبال یهودیان، من و اعتراض نکردم— چون من یک یهودی نبودم. سپس آمدند دنبال من—و کسی نمانده بود تا در مورد من حرف بزند. | First they came for the socialists, and I did not speak out— Because I was not a socialist. Then they came for the trade unionists, and I did not speak out— Because I was not a trade unionist. Then they came for the Jews, and I did not speak out— Because I was not a Jew. Then they came for me—and there was no one left to speak for me. |
| | |

نسخه طولانی‌تری که توسط مؤسسه روز یادبود هولوکاست، یک خیریه تأسیس‌شده توسط دولت بریتانیا، منتشر شده، در زیر آمده‌است:
| اول آمدند دنبال کمونیست‌ها و من اعتراض نکردم چون یک کمونیست نبودم سپس آمدند دنبال سوسیالیست‌ها و من اعتراض نکردم چون یک سوسیالیست نبودم سپس آمدند دنبال سندیکایی‌ها و من اعتراض نکردم چون یک سندیکایی نبودم سپس آمدند دنبال یهودیان و من اعتراض نکردم چون یک یهودی نبودم سپس آمدند دنبال من و کسی نمانده بود تا اعتراض کند | First they came for the Communists And I did not speak out Because I was not a Communist Then they came for the Socialists And I did not speak out Because I was not a Socialist Then they came for the trade unionists And I did not speak out Because I was not a trade unionist Then they came for the Jews And I did not speak out Because I was not a Jew Then they came for me And there was no one left To speak out for me |
| | |

## نویسنده
مارتین نیمولر یک کشیش لوتریان آلمانی متولد لیپ‌اشتات، آلمان، در سال ۱۸۹۲ بود. نیمولر در ابتدا یک ضد کمونیست و پشتیبان به قدرت رسیدن آدولف هیتلر بود. با این حال، پس از کسب قدرت، هیتلر بر برتری دولت بر دین تمرکز کرد و همین باعث سرخوردگی نیمولر شد. او سپس به رهبر گروهی از روحانیون آلمانی که مخالف هیتلر بودند، تبدیل شد. در سال ۱۹۳۷، او بازداشت و برای کار اجباری به زاخسنهاوزن و داخائو فرستاده شد. در سال ۱۹۴۵، نیمولر توسط متفقین آزاد شد. او به کارش به عنوان یک روحانی در آلمان ادامه داد و پس از جنگ جهانی دوم، به یکی از چهره‌های پیشرو در طلب توبه و اصلاح برای مردم آلمان تبدیل شد.

## خاستگاه
نیمولر در جریان سخنرانی‌اش برای کلیسای اعتراف در فرانکفورت در ۶ ژانویه ۱۹۴۶، اعتراف کرد. بخشی از ترجمه اعتراف او در زیر آمده‌است:

... کسانی که در آن زمان در اردوگاه‌ها به کار گرفته می‌شدند، کمونیست بودند. چه کسی بهشان اهمیت می‌داد؟ ما می‌دانستیم، در روزنامه‌ها چاپ شده بود. چه کسی صدایش درآمد؟ احیاناً کلیسای اعتراف چیزی گفت؟ ما فکر کردیم: کمونیست‌ها، آن مخالفان دین، آن دشمنان مسیحیت— «آیا من باید حافظ برادرم باشم؟»
آن‌ها سپس از شر بیماران خلاص شدند، همان‌ها که بهشان لاعلاج می‌گفتند. من مکالمه‌ای را که با یکی از افرادی که ادعا می‌کرد مسیحی باشد داشتم، به یاد می‌آورم. او گفت: شاید کار درست همین است، این بیماران لاعلاج فقط برای دولت هزینه می‌تراشند، آن‌ها فقط باری بر دوش خودشان و دیگران هستند. آیا بهترین راه برای همه این نیست که از میان [جامعه] حذف شوند؟ فقط در این زمان بود که توجه کلیسا جلب شد.
سپس شروع به صحبت کردیم، تا زمانی که صدایمان دوباره در میان عموم جامعه خاموش شد. آیا می‌توانیم بگوییم، ما گناه‌کار/مسئول نیستیم؟
شکنجه یهودیان، شیوه رفتارمان با کشورهای اشغال‌شده، یا کارهایی که در یونان، در لهستان، در چکسلواکی یا در هلند [انجام شد]، که در روزنامه‌ها نوشته شدند. … من باور دارم که ما مسیحیان عضو کلیسای اعتراف کاملاً حق داریم که بگوییم: میا کولپا، میا کولپا! ما می‌توانیم خودمان را با این بهانه که اگر حرف می‌زدم، با سَرَم بهایش را می‌پرداختم، قانع کنیم.
ما ترجیح دادیم ساکت بمانیم. ما قطعاً بی‌گناه نیستیم، و من دوباره و دوباره از خودم می‌پرسم، چه اتفاقی می‌افتاد اگر در سال ۱۹۳۳ یا ۱۹۳۴—باید احتمالی وجود داشته باشد—۱۴٬۰۰۰ کشیش پروتستان و تمام اجتماع‌های پروتستان در آلمان تا پای مرگ از حقیقت دفاع می‌کردند؟ اگر در آن زمان می‌گفتیم که این که هرمان گورینگ خیلی راحت ۱۰۰٬۰۰۰ کمونیست را در اردوگاه‌های کار اجباری به کار می‌گیرد تا بگذارد بمیرند درست نیست. من می‌توانم تصور کنم که احتمالاً ۳۰٬۰۰۰ تا ۴۰٬۰۰۰ مسیحی پروتستان جانشان را از دست می‌دادند، اما همچنین می‌توانم تصور کنم که می‌توانستیم ۳۰–۴۰٬۰۰۰ میلیون انسان را نجات بدهیم، چرا که این بهایی است که هم‌اکنون می‌پردازیم.